# Station Polkowice
Station Polkowice is een spoorwegstation in de Poolse plaats Polkowice.